# حاجي أباد (تشناران)
حاجي أباد (بالفارسية: حاجی‌آباد) هي قرية تقع في قسم بيزكي الريفي (مقاطعة تشناران) في إيران. يقدر عدد سكانها بـ 58 نسمة .